# Guglielmo Verdirame
Guglielmo Verdirame, baron Verdirame, né le 25 août 1971 à Reggio de Calabre, en Italie, est juriste et avocat. Il est professeur de droit international au King's College de Londres au département d'études sur la guerre et à la faculté de droit. Auparavant, il est chercheur junior au Merton College d'Oxford, maître de conférences en droit à la faculté de droit de l'Université de Cambridge, membre du Lauterpacht Center for International Law, chercheur invité à la Faculté de droit de Harvard et professeur invité à École de droit de Columbia.

## Éducation
Il termine ses études secondaires au United World College of the Adriatic. Il obtient un doctorat (PhD) de la London School of Economics and Political Science en 2001 avec une thèse intitulée "UN accountability for violations of human rights (La responsabilité de l'ONU pour les violations des droits de l'homme)".

## Carrière
Il exerce en tant qu'avocat au 20 Essex Street Chambers et est nommé conseiller de la reine en janvier 2019.
Verdirame mène des recherches empiriques sur les organisations internationales et la protection des réfugiés, qui servent de base à une série d'articles et au livre "Rights in Exile: Janus-faced Humanitarianism", qu'il co-écrit avec Barbara Harrell-Bond, une anthropologue, dont le livre "Imposing Aid" (1986) est une critique pionnière des institutions internationales et de l'humanitarisme. Tout en continuant à s'appuyer sur les recherches socio-juridiques et empiriques antérieures, « The UN and Human Rights: Who Guards the Guardians? (L'ONU et les droits de l'homme : qui garde les gardiens ?) (2011) propose une analyse essentiellement doctrinale de l'imputabilité et de la responsabilité de l'ONU.
Outre le droit de l'organisation internationale, Verdirame écrit beaucoup sur l'usage de la force, les lois de la guerre, le commerce et l'investissement, le droit pénal international et la philosophie du droit international.
Depuis 2006, Verdirame exerce au Barreau spécialisé en droit international public. Sa pratique comprend à la fois des aspects commerciaux (par exemple, l'arbitrage d'investissement) et des aspects plus courants du droit international (par exemple, les différends interétatiques, l'immunité, les droits de l'homme). Il fait partie de l'équipe juridique du gouvernement britannique dans Miller v. Secrétaire d'État à la Sortie de l'Union européenne (2017) "l'affaire de l'article 50 " à la Cour suprême et est conseil du Royaume-Uni à la Cour internationale de justice  sur les Obligations concernant les négociations relatives à la cessation de la course aux armements nucléaires et à la Désarmement (Îles Marshall c. Royaume-Uni).
Verdirame est un partisan du Brexit, co-auteur d'une proposition avec Richard Aikens et le professeur George Yarrow pour que la Grande-Bretagne reste dans l'Espace économique européen.
Dans le cadre des distinctions spéciales 2022, Verdirame reçoit une pairie à vie et le 2 novembre 2022, il est créé baron Verdirame, de Belsize Park dans le London Borough of Camden. Il siège aux Lords en tant que pair non affilié.
Il est le compagnon du conseiller politique du Parti conservateur Henry Newman.